# Erigone (Tochter des Ikarios)

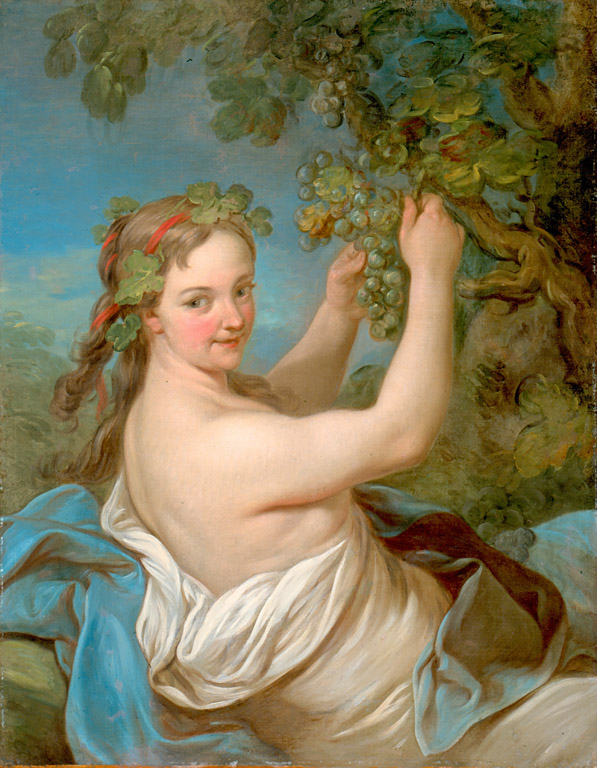
Erigone, Charles André van Loo (1747)

Erigone (altgriechisch Ἠριγόνη Ērigónē) ist in der griechischen Mythologie die Tochter des Ikarios.

## Sage
Erigones Vater Ikarios war ein attischer Bauer. Er bewirtete den Gott Dionysos, der ihm als Dank den Weinstock schenkte und ihn die Kunst des Weinbaus lehrte. Im Auftrag des Dionysos brach Ikarios auf, um dieses Wissen überall zu verbreiten. Bauern, die das neuartige Getränk wegen seiner berauschenden Wirkung für ein Gift hielten, ermordeten Ikarios. Erigone fand mit Hilfe ihrer Hündin Maira den Leichnam und erhängte sich dann an einem Baum. Maira harrte an der Stelle bis zu ihrem Tode aus.
Darauf brach in Athen eine Wahnsinnsepidemie aus, die dazu führte, dass junge Athenerinnen sich erhängten. Die Athener konsultierten das Orakel von Delphi. Sie erhielten den Rat, Ikarios und Erigone durch jährliche Opfer zu ehren. Daher wurde das Schaukelfest (Aiora) eingerichtet.
Die Götter versetzten Ikarios, Erigone und Maira unter die Sterne. Erigone wurde das Sternbild Jungfrau.
Das Schicksal der Erigone wird in einem nur in wenigen Fragmenten überlieferten Gedicht des Eratosthenes von Kyrene aus dem 3. Jahrhundert v. Chr. geschildert. Die Sage ist zwar älter, aber alle bekannten Versionen gehen letztlich auf die von Eratosthenes dichterisch gestaltete Fassung zurück.

## Rezeption
Ovid erwähnt den Mythos um Erigone im sechsten Buch seiner Metamorphosen.
Gabriele d’Annunzio verwertete den Stoff in seinem 1911 uraufgeführten Bühnenspiel Le Martyre de Saint Sébastien.

## Ausgabe
- Alexandra Rosokoki (Hrsg.): Die Erigone des Eratosthenes. Eine kommentierte Ausgabe der Fragmente. Winter, Heidelberg 1995, ISBN 3-8253-0299-7. (kritische Edition mit Kommentar; S. 107–114 Zusammenstellung und Untersuchung der Ikarios- und Erigone-Feste)